# Jade Mitchell
Jade Mitchell es un personaje ficticio de la serie de televisión australiana Neighbours, interpretada por la actriz Gemma Pranita desde el 10 de diciembre de 2010, hasta el 29 de octubre de 2012. Gemma regresó a la serie el 1 de marzo del 2019 y su última aparición fue el 11 de marzo del mismo año.

## Antecedentes
Jade llega por primera vez a Erinsborough para contactar a su hermana mayor, Sonya Mitchell. 
Es buena amiga de Lucas Fitzgerald, Kyle Canning, Rhys Lawson y Vanessa Villante.

## Biografía
En el 2011 Jade llama a Sonya Mitchell para hacerle saber que irá a visitarla ya que quiere mejorar la relación con ella, cuando llega a la calle Ramsay inmediatamente se revela que es la hermana menor de Sonya, su llegada no le sienta muy bien a Sonya ya que teme que Jade revele un secreto que ha estado guardando durante mucho tiempo. Sonya le pide a Jade qu ese vaya sin embargo ella le hace saber que no se irá a ningún lado hasta que hablen. Jade le dice que no tiene un lugar donde vivir y le pide a Sonya que le de una segunda oportunidad y Sonya se la da.
Cuando Sonya y Jade van a Charlie's a divertirse Jade conoce a Lucas Fitzgerald, ahí ella le pregunta a Lucas acerca del novio de su hermana, Toadfish Rebecchi y poco después besa a Lucas. Cuando Sonya ve esto le pide a su hermana que se vaya, sin embargo Jade aparece en la casa que ella comparte con Toadie y Callum. Poco después Jade se hace amiga de Lucas y le dice que le gustaría conocer a Toadie y al hijo de este Callum Jones; Lucas le presenta a Donna Freedman y Kate Ramsay y pronto las tres se hacen amigas.
Cuando Jade va al gimnasio para recoger su cheque de pago, Zeke Kinski la invita a mudarse con los Kennedy, cuando Sonya ve que Jade todavía sigue en la ciudad se sorprende y pronto se ve obligada presentarla con Toadie y Callum. Cuando Jade descubre el secreto de su hermana, que ella es la madre biológica de Callum, le dice que le diga la verdad a ambos, a Callum y a Toadie. 
Más tarde Toadie la invita a mudarse con ellos, ahí Sonya le dice a su hermana que solo quería ver a su hijo, pero que todo se complicó cuando terminó enamorándose de Toadie. Jade al darse cuenta de que su hermana no le ha contado la verdad a Toadie y Callum le suplica que lo haga o ella lo hará, sin embargo cambia de opinión cuando ve lo feliz que Callum es con ella. Más tarde Jade y Karl Kennedy comienzan a competir por el cobertizo después de que organizan una recaudación de fondos para reconstruir la casa de Lyn Scully, que se había quemado en el incendio, los hombres y las mujeres deciden competir y realizar un calendario, el premio sería el cobertizo. Al final los hombres ganan y Toadie como castigo hace que Sonya y Jade sean sus esclavas por un día.
Más tarde Jade comienza a sospechar de Lucas cuando descubre una gran cantidad de dinero en el garage y le advierte que deje de hacer lo que está haciendo si es ilegal. Poco después cuando Jade descubre que Sophie Ramsay tiene un enamoramiento con Zeke se lo hace saber y le pide que le diga la verdad. Jade le dice a Sonya que su abuela , Hilda Jones murió, las cosas empeoran cuando Callum anuncia que quiere buscar a su madre biológica y le escribe a su tía, Robyn Lovell. Jade encuentra la carta, la toma y se la da a Sonya, quien posteriormente hace una falsa y se la envía a Callum. 
Poco después Sophie le pide a Jade que ayude a Kate a que regrese com Mark Brennan, por lo que ella le pregunta a Mark acerca de sus sentimientos hacia Jade, sin embargo las cosas no salen bien cuando Kate los ve y la acusa de intentar coquetearle a su ex. Poco después Jade le pide a Lucas y a Kyle Canning que se encarguen del gimnasio cuando vayan las clientes, pero esto ocasiona que Lucas y Kyle comiencen a competir por obtener un trabajo ahí, Jade decide darle el trabajo a Kyle después de que Lucas se retirara de la competencia, sin embargo luego lo despide cuando Kyle no llega a tiempo a una cita con un cliente.
Más tarde Jade apoya a su hermana cuando Callum descubre que Sonya es su verdadera madre, por lo que le pregunta a Lucas si se pueden mudar con él y Kate durante un tiempo. Cuando se entera de que Toadie amenazó a Sonya con mantenerse lejos de Callum, Jade anima a su hermana a luchar por su hijo. Después de que Callum recibe una caja con pertenencias de su familia biológica heredadas por su abuela Jade lo ayuda a identificarlas, poco después convence a Callum y a Toadie para que visiten a Sonya.
Mientras Jade se encontraba jugando billar en Charlie's Mark llega y se le une, ambos pasan el rato divirtiéndose sin embargo las cambian cuando Mark y Jade terminaron besándose y acostándose, al día siguiente Jade comienza a sentirse culpable por haber besado al exnovio de Kate ya que sabe que todavía sigue enamorada de él. Cuando Jade decide contarle a Kyle lo que pasó con Mark, Kate los escucha y le pide a Jade que se vaya, sin embargo luego recapacita y le pide perdón.
Más tarde a finales del 2011 Jade y Kyle comienzan a salir, poco después Jade le revela a Kyle que tuvo un novio que solía golpearla y más tarde en mayo del 2012 cuando Troy Miller, el exnovio de su hermana, Sonya regresa a la calle Ramsay Jade revela que Troy es su exnovio abusivo. Luego cuando Jade se entera de que Kate besó a Kyle queda destrozada y decide terminar con él, Kyle le pide que le dé otra oportunidad y poco después regresan cuando Jade le dice que todavía lo ama.
En octubre del 2012 Jade obtuvo un trabajo temporal en Los Ángeles, donde le fue muy bien y le ofrecieron trabajar con ellos por un año y ella aceptó, a su regreso a Ramsay Street le contó las noticias a Kyle, quien después de pensarlo decidió que lo mejor era terminar su relación con ella aunque eso lo estuviera destrozando. Aunque al inicio Jade decide quedarse en Australia para estar con Kyle, este le dice que no puede desperdiciar una oportunidad como esa y aunque le duele Jade decide aceptarla, antes de irse Jade se despide de su amigo Rhys y su hermana Sonya quienes le dicen que la van a extrañar. Cuando Rhys le dice a Kyle si está consciente que Jade se irá para siempre y que en vez de estar viéndola desde la ventana debería ir a detenerla Kyle corre a hacerlo sin embargo llega tarde y no la alcanza.